# 诚意禅寺
诚意禅寺，地处大别山江淮分水岭东段，今属安徽省安慶市岳西县石关乡，地名“黄洋”，从1950年代至1980年代曾建置黄洋乡。1936年（民国25年）以前属霍山县。寺处东南边陲，去县城140华里，多为高山野岭，人烟疏落；而距潜山县北部、舒城县西部路近，素为本地區主要弘法之地，知名度颇高，但也正因为如此，《霍山县志》有記载。

## 历史
相传本寺始建于晚唐。宋代师承临济宗，曾参与妙道山金璧寺道场授法。本寺寺僧既弘法又通医，就地采药，兼以济世，逐代传流，解救当地民间疾苦，颇受尊崇，民间称为“药师佛庙”。因得乡众护持，历来寺庙香火未断。
明末，张献忠至潜北天堂养兵月余，“药师佛庙”曾为巡兵洗劫。清乾隆十一年修复。
天堂有僧法名“诚意”，自有五台山受戒，后回天堂“薛公洞”禅居，精进佛法，道光十六年，来本寺住持。其秉性慈忍宽和，济人为任，常以慧巧排解民争，以募化救生济贫，亦精通医药，所至救死扶伤，分文不取，光之善缘，杜多其行，世人敬称“活佛”。其时佛法日兴，师乘际扩建殿宇。光绪十六年闰二月初二日圆寂。殡缸三年，法身完好，当即装金供奉，因更寺名为“诚意禅寺”。
民国十九年，僧妙德继业，扩建大殿三幢，增塑佛像三十余尊。殿宇飞檐斗拱，内外气象恢宏。寺声远播江淮，香资月累进，万置有寺产供僧耕食。月盈余广济孤贫，并在黄沙岭、黄梅敖等要道处建亭施茶，险危处架桥修路，广善招徕，浴室引来发寺西蛇形街货畅其流，旅店林立。
“文化大革命”期间，1966年，寺僧觉非被逐；一九七三年，公社拆毁“药师佛庙”大殿一幢，诚意禅寺大殿三幢，寮房十五间，佛像尽毁。仅存八间寮房改作小学。
1980年代，政府落实宗教政策。本地居士胡中生、郝玉文等发心修复诚意禅寺，重建大雄宝殿。报经县政府、县统战部、宗教科、土地局批用原基；乡村领导大力支持，本地村民及各地信众踊跃捐助资金、物资、人工等项，国家未曾拨款，完全民力营造，自行设计，自己施工。胡中生身兼理事、设计、雕刻、制作各项事务，经常夜以继日。废寝忘食，携徒八人，生活自理，耗时半年，于1992年11月17日大雄宝殿罗成，是日闻风来寺信众达万余人。冬月，望月亭、诚意师塔墓一并完工。施工中，市、县领导及市县宗教部门领导均亲临现场鼓励指导。本寺塑像、装饰及建筑工程将于今年年底全部竣工。
寺前有公路，东南至天柱山三祖寺70公里；西南至司空山二祖寺65公里。自寺北二祖山西游，奇峰怪石，诡洞飞泉，景物怡人，可开发为旅游胜地。